# Медаль Bene Merentibus
Медаль Bene Merentibus медаль, заснована в 1738 році королем Саксонії Августом III. Разом з орденом Білого Орла (яким нагороджували лише вищі верстви суспільства) він був другою відзнакою Речі Посполитої, якою за заслуги нагороджували представників нижчих чинів аристократії. Нагородження проводили  в день іменин короля, 3 серпня.

## Опис нагороди
Медаль була викарбувана зі срібла і мала діаметр 52 мм, вага 72,9 г. На аверсі був бюст короля, а по обідку напис латинською мовою AUGUSTUS III D.G. REX POLONIARUM (Август III, з ласки Божої, король поляків). На реверсі всередині була таблиця з ланцюгом ордена Білого Орла, а по обідку напис латиною - DE REGE ET REPUBLICA BENE MERENTIBUS (За Заслуги перед королем та Республікою). Нижче викарбувана дата нагородження: рік вказувався Римською номерацією, (напр. MDCCXLVIII - 1748 р. ) та ставилась 3 серпня (медалі карбувалися кожного року з одним і тим же днем і датою поточного року). 
Дизайн медалі розробив Крістіан Сигізмунд Вермут (пол. Chrystian Sigismund Vermuth), медальєр, який працював при дворі Августа III.

## Схожі нагороди
Медаль Merentibus